# Cratere Gyldén
Gyldén è un cratere lunare di 48,15 km situato nella parte sud-orientale della faccia visibile della Luna, a nordovest del cratere Ptolemaeus, a meno di 150 km di distanza dall'equatore lunare. A ovest si trova il cratere Herschel, a nord Réaumur e ad est Hipparchus.
Il bordo, a forma di cuore, ha subito un'erosione nel tempo tale da diventare un irregolare anello di picchi e valli attorno alla superficie interna. Essa non presenta caratteristiche degne di nota, a parte il piccolo cratere 'Gyldén K' a sudest del punto centrale.
Il cratere è dedicato all'astronomo svedese Hugo Gyldén.

## Crateri correlati
Alcuni crateri minori situati in prossimità di Gyldén sono convenzionalmente identificati, sulle mappe lunari, attraverso una lettera associata al nome.
| Gyldén | Coordinate          | Diametro (in km) |
| ------ | ------------------- | ---------------- |
| C      | 5°54′00″S 0°59′24″E | 5,88             |
| K      | 5°27′36″S 0°36′00″E | 4,25             |